# 飯高郡
- 令制国一覧 > 東海道 > 伊勢国 > 飯高郡
- 日本 > 近畿地方 > 三重県 > 飯高郡

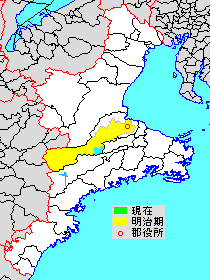
三重県飯高郡の範囲

飯高郡（いいたかぐん）は、三重県（伊勢国）にあった郡。

## 郡域
1879年（明治12年）に行政区画として発足した当時の郡域は、以下の区域にあたる。
- 松阪市の大部分（松ヶ島町、久米町、美濃田町、小阿坂町、嬉野森本町、与原町、後山町、柚原町、嬉野上小川町以北および松名瀬町、西黒部町、西野々町、佐久米町、朝田町、立田町、豊原町、山下町、安楽町、山添町、下蛸路町、八太町、上蛸路町、庄町、御麻生薗町以東および飯南町向粥見を除く）にあたる。
- 多気郡多気町の一部（下出江・上出江）

## 歴史

### 由来
「飯高」の名前は上古時代から平安時代にかけてこの地にいた豪族・飯高氏（飯高県造）に由来する。飯高氏は北の壱志県を支配した壱志氏と同じく和邇氏の支流で、その祖先・乙加豆知命が、垂仁天皇の皇女・倭姫命を出迎えた際、「汝の国の名は何と申すか」という質問に「意須比飯高の国」と奉答したという。

### 近世以降の沿革
- 「旧高旧領取調帳」の記載によると、明治初年時点では全域が紀伊和歌山藩領であった。●は村内に寺社領が存在。（1町109村）

●鎌田村、石津村、荒木村、大平尾村、久保田村、大塚村、新松ヶ島村、猟師村、町平尾村、大口村、郷津村、高町屋村、矢川村、西岸江村、東岸江村、大津村、田原村、垣鼻村、久保村、下村、上川村、松坂町作地、松坂町廻、大黒田村、小黒田村、駅部田村、田村、立野村、丹生寺村、桂瀬村、寺井村、山村、山室村、広瀬村、上茅原田村、下茅原田村、坂内村、西野村、岡本村、藤ノ木村、阿形村、八重田村、●伊勢寺村、岩内村、深長村、野村、曲リ村、田牧村、殿村、大足村、井村、内五曲村、外五曲村、西之庄村、船江村、塚本村、辻原村、矢津村、大河内村、下出江村、六呂木村、小片野村、大石村、深野村、横野村、下仁柿村、上仁柿村、粥見村、上出江村、滝野村、赤桶村、田引村、下滝野村、木地小屋村、下栃川村、有間野村、神原村、神殿村、赤池村、野々口村、作滝村、七日市村、谷野村、栃川村、富永村、粟野村、波瀬村、落方村、太良木村、草鹿野村、船戸村、木梶村、栃谷村、桑原村、月出村、加波村、乙栗子村、犬飼村、深野村、家野村、大俣村、柏野村、久谷村、塩ヶ瀬村、猿山村、蓮村、青田村、勢津村、丹生村、鍬形村、松坂城下
- 明治4年
  - 7月14日（1871年8月29日） - 廃藩置県により和歌山県の管轄となる。
  - 11月22日（1872年1月2日） - 第1次府県統合により度会県の管轄となる。
- 明治初年（1町100村）
  - 谷野村・栃川村が合併して宮本村となる。
  - 犬飼村・深野村・家野村・大俣村・柏野村・久谷村・塩ヶ瀬村が合併して森村となる。
  - 下栃川村・神原村が有間野村に合併。
- 明治6年（1873年） - 滝野村が改称して宮前村となる。
- 明治7年（1874年） - 木地小屋村が宮前村に、神殿村が野々口村に、赤池村が赤桶村にそれぞれ合併。（1町97村）
- 明治9年（1876年）（1町94村）
  - 4月18日 - 第2次府県統合により三重県の管轄となる。
  - 丹生村の所属郡が多気郡に変更。
  - 寺井村・山村が合併して笹川村となる。
  - 上茅原田村・下茅原田村が合併して茅原村となる。
- 明治10年（1877年） - 鍬形村の所属郡が多気郡に変更。（1町93村）
- 明治12年（1879年）2月5日 - 郡区町村編制法の三重県での施行により、行政区画としての飯高郡が発足。「飯高飯野郡役所」が松阪城下に設置され、飯野郡とともに管轄。

### 町村制以降の沿革

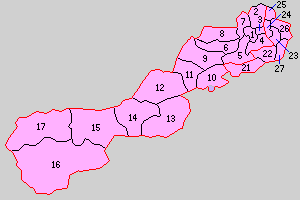
1.松阪町 2.港村 3.鈴止村 4.神戸村 5.花岡村 6.松尾村 7.松江村 8.伊勢寺村 9.大河内村 10.茅広江村 11.大石村 12.柿野村 13.粥見村 14.宮前村 15.川俣村 16.森村 17.波瀬村（桃：松阪市 紫：多気郡多気町 21 - 27は飯野郡）

- 明治22年（1889年）4月1日 - 町村制の施行により、以下の町村が発足。特記以外は全域が現・松阪市。（1町16村）
  - 松阪町 ← 松坂城下［松坂川井町・松坂西町・松坂本町の各一部を除く］[4]、松坂町作地、鎌田村［一部］、西岸江村［一部］、垣鼻村［一部］、大黒田村［黒田町・小人町］、西之庄村［一部］
  - 港村 ← 大口村、高町屋村、郷津村、石津村、荒木村、鎌田村［大部分］、大塚村、久保田村、新松ヶ島村、町平尾村、大平尾村、猟師村、松坂城下［松坂本町・松坂西町の各一部］
  - 鈴止村 ← 矢川村、東岸江村［現・東町］、西岸江村［大部分］
  - 神戸村 ← 垣鼻村［大部分］、下村、上川村、久保村、大津村、田原村、東岸江村［現・幸生町］、西岸江村［現・清生町］
  - 花岡村 ← 大黒田村［黒田町・小人町を除く］、駅部田村、小黒田村、内五曲村、田村、山室村［大部分］
  - 松尾村 ← 丹生寺村、立野村、岡本村、藤ノ木村、阿形村、大足村、西野村、山室村［一部］、伊勢寺村［一部］
  - 松江村 ← 船江村、井村、外五曲村、塚本村、曲リ村、田牧村、西之庄村［大部分］、松坂城下［松坂川井町・松坂西町の各一部］、山室村［一部］
  - 伊勢寺村 ← 深長村、野村、岩内村、伊勢寺村［大部分］、八重田村、殿村
  - 大河内村 ← 坂内村、辻原村、大河内村、笹川村、矢津村、勢津村、桂瀬村、山室村［一部］
  - 茅広江村 ← 茅原村、広瀬村（現・松阪市）、下出江村、上出江村（現・多気郡多気町）
  - 大石村 ← 大石村、小片野村、六呂木村
  - 柿野村 ← 深野村、横野村、下仁柿村、上仁柿村
  - 粥見村 ← 粥見村、有間野村、多気郡向粥見村
  - 宮前村 ← 宮前村、下滝野村、野々口村、赤桶村、作滝村
  - 川俣村 ← 田引村、粟野村、富永村、七日市村、宮本村
  - 森村 ← 森村、猿山村、蓮村、青田村
  - 波瀬村 ← 波瀬村、乙栗子村、加波村、桑原村、月出村、落方村、太良木村、草鹿野村、船戸村、木梶村、栃谷村
- 明治29年（1896年）4月1日 - 郡制の施行のため、飯高郡・飯野郡の区域をもって飯南郡が発足。同日飯高郡廃止。

## 行政
飯高・飯野郡長
| 代 | 氏名     | 就任年月日                 | 退任年月日                | 備考                           |
| -- | -------- | -------------------------- | ------------------------- | ------------------------------ |
| 1  | 小河義郎 | 明治12年（1879年）         |                           |                                |
| 2  | 大平孝則 | 明治14年（1881年）8月9日   |                           |                                |
| 3  | 椿蓁一郎 | 明治16年（1883年）2月2日   |                           |                                |
| 4  | 土居光華 | 明治20年（1887年）2月25日  |                           |                                |
| 5  | 松岡利弼 | 明治21年（1888年）11月2日  |                           |                                |
| 6  | 山県昌雄 | 明治21年（1888年）12月25日 |                           |                                |
| 7  | 松岡利弼 | 明治22年（1889年）4月23日  |                           |                                |
| 8  | 中村衡平 | 明治22年（1889年）5月13日  |                           |                                |
| 9  | 鈴木隆   | 明治22年（1889年）9月17日  |                           |                                |
| 10 | 伊藤主一 | 明治24年（1891年）4月10日  |                           |                                |
| 11 | 山本如水 | 明治24年（1891年）11月12日 | 明治29年（1896年）3月31日 | 飯野郡との合併により飯高郡廃止 |